# تیلمن نگل
تیلمن نگل (به آلمانی: Tilman Nagel) (متولد 19 آوریل 1942 در کتبوس) خاورشناس آلمانی و استاد بازنشسته دانشگاه گوتینگن است. زمینه کاری او تاریخ و الهیات است. او نویسنده کتاب‌های بیشماری شامل قرآن و تیمور فاتح و همچین اثر ویژه‌اش «محمد: زندگی و افسانه» که افسانه های زندگی محمد را از حقایق زندگی اش جدا می سازد.